# Тужиозеро
Тужиозеро — озеро на территории Лендерского сельского поселения Муезерского района Республики Карелия.

## Общие сведения
Площадь озера — 4,1 км², площадь бассейна — 4,7 км². Располагается на высоте 149,2 метров над уровнем моря.
Форма озера лопастная, продолговатая, вытянуто с северо-запада на юго-восток. Берега озера каменисто-песчаные.
Протокой, вытекающий из северо-западной оконечности, соединяется с озером Тулос.
С востока в озеро втекает ручей, вытекающий из озера Руголампи.
В центре озера расположен крупный (по масштабам озера) безымянный остров.
Населённые пункты возле озера отсутствуют. Ближайший — посёлок Лендеры — расположен в 25 км к востоку от озера.
Озеро расположено в 600 м от Российско-финляндской границы.
Код водного объекта в государственном водном реестре — 01050000111102000011196.